# Suunto
Suunto – fiński producent kompasów, wielofunkcyjnych zegarków oraz komputerów nurkowych. Firma została założona w 1936 roku przez inżyniera uprawiającego biegi na orientację Tuomasa Vohlonena. Od 2022 r. należy do chińskiego producenta elektroniki Liesheng.